# Josias von Qualen (gehejmeråd)
Josias von Qualen (20. april 1742 på Borghorst – 29. oktober 1819 i Itzehoe) var holstensk gehejmeråd.
Han var søn af storfyrstelig gehejmeråd Josias von Qualen (d. 1775) og Elisabeth f. von Blome, fødtes 20. april 1742 på Borghorst. Fra sit 7. til sit 10. år undervistes han af Basedow og var dennes første elev. 20 år gammel sendtes han til Utrecht, hvor han indtil 1763 studerede jura, og opholdt sig derefter 2 år ved universitetet i Leipzig og vandt her Gellerts yndest. Hjemvendt udnævntes han 1767 til storfyrstelig landråd og medlem af den holstenske landret, der forsamledes i Kiel, Glückstadt og Rendsborg. Efter indlemmelsen af den storfyrstelige del af Holsten i Danmark fulgte Qualen 1773 med hertug Frederik August af Oldenburg. Senere flyttede han til Kiel, hvor han forblev i 10 år. 1783 arvede han Borghorst efter moderen, men solgte det 1800 til gehejmekonferensråd Jørgen Ahlefeldt. 1794 købte han godset Damp. I de første år af det 19. århundrede boede han i Hamborg og blev 1808 Storkors af Dannebrog. 1809-18 var han klosterprovst i Kloster Uetersen og patron for Itzehoe adelige Kloster. 1810 blev han gehejmekonferensråd. 1812-13 var han medlem af den af Bernadotte nedsatte provisoriske forvaltningskommission for Holsten. 1816 kaldtes han til København som medlem af Forfatningskommissionen og fik ved sin afrejse tildelt Elefantordenen. Qualen døde 29. oktober 1819 i Itzehoe. Peter Frederik Rist skildrer Qualen som en elskværdig og meget original personlighed.
Han ægtede 16. oktober 1772 Ulrikke Frederikke Wilhelmine von Rumohr (30. december 1751 – 10. januar 1802), datter af storfyrstelig statsminister Henning Bendix von Rumohr til Bossee og Adelheid Benedicte f. von Blome.